# Christopher Luxon
Christopher Mark Luxon (ur. 19 lipca 1970 w Christchurch) – nowozelandzki przedsiębiorca i polityk, od 2023 premier Nowej Zelandii.

## Życiorys
Urodził się w 1970 roku. Jego ojciec był przedsiębiorcą, a matka psychoterapeutką. Gdy Christopher miał 7 lat, przeniósł się z rodziną z Christchurch do Auckland. W wieku 15 lat wrócił do Christchurch, a kilka lat później ukończył administrację biznesową na Uniwersytecie Canterbury. Rozpoczął następnie pracę w firmie Unliever, po czym został szefem Air New Zeland.
W 2020 roku został posłem, a w 2021 roku przywódcą Nowozelandzkiej Partii Narodowej. W wyborach parlamentarnych w 2023 roku jego ugrupowanie wygrało, co pozwoliło mu na utworzenie własnego rządu, w skład którego weszły jeszcze dwie mniejsze partie. Urząd premiera objął 27 listopada 2023 roku. W trakcie kampanii wyborczej Luxon obiecał zdecydowaną walkę z przestępczością, zakaz używania telefonów przez uczniów, zniesienie podwyżek podatku na paliwo i zniesienie zakazu spożywania tytoniu dla osób urodzonych po 2008 roku.

## Życie prywatne
Ma dwóch braci. Jest żonaty i ma dwójkę dzieci.